# Retiro plagiatus
Retiro plagiatus är en spindelart som först beskrevs av Simon 1893.  Retiro plagiatus ingår i släktet Retiro och familjen mörkerspindlar.
Artens utbredningsområde är Venezuela. Inga underarter finns listade i Catalogue of Life.